# 星合志保
星合 志保（ほしあい しほ、1997年4月16日 - ）は、日本棋院東京本院に所属する囲碁棋士。四段。東京都出身。緑星囲碁学園を主宰する菊池康郎に師事。夫は囲碁棋士の孫喆。

## 経歴
囲碁を覚えたのは小学1年生の頃で、近所の公民館のような所で囲碁の会が開かれているのに兄が興味を持ち、それに続いて囲碁を始めた。その後、2年生の時に兄とともに緑星囲碁学園で囲碁を学ぶようになる。6年生時に出場した第30回少年少女囲碁大会では7位に入賞し、こののち日本棋院の院生となる。2013年2月、女流棋士採用試験本戦で6勝2敗の成績を残し試験に合格、4月に15歳で入段。
2015年より、NHK杯テレビ囲碁トーナメントの読み上げを務める。また、日本代表として第5回黄龍士双登杯世界女子囲棋勝抜戦に出場したが、ここでは中国代表の宋容慧五段に敗れた。
2016年、第20期女流棋聖戦では本戦準決勝まで進出（準決勝で宮本千春初段に敗退）。
2018年、第5期女流立葵杯で本戦準決勝まで進出するが、挑戦者となった謝依旻六段に敗れる。第22期女流棋聖戦では本戦2回戦まで進出（2回戦で謝依旻六段に敗退）。
2019年4月より、前任の長島梢恵に代わってNHK杯テレビ囲碁トーナメントの司会を務める。同年5月には第6期女流立葵杯で前年に続いて本戦準決勝まで進出したものの、挑戦者となった上野愛咲美女流棋聖に敗退。
2020年、第39期女流本因坊戦にて本戦決勝戦まで進出。自身初の挑戦手合進出まであと1勝であったが、藤沢里菜女流二冠に敗れた。
2021年、第40期女流本因坊戦でも挑戦者決定戦まで進むと、決勝では小山栄美六段を破り挑戦手合初進出を決めた。藤沢里菜女流五冠との五番勝負に挑んだものの、0勝3敗で敗退し初タイトル獲得はならなかった。

## 人物等
愛称は「ほっしー」。
父は崇城大学教授で地域コミュニティブランド提唱者の星合隆成。
兄の星合真吾は元院生で全国高校囲碁選手権大会や全日本学生囲碁十傑戦での優勝経験などがあるアマチュア強豪。囲碁講師やポーカー選手としても活動している。
2019年には、囲碁棋士の魅力をもっと知ってもらいたいという思いから、仲の良い木部夏生とともに女流棋士の写真やインタビュー記事などを収めた書籍『女流棋士フォトブック』の制作を企画。2者を含めた計10名の女流棋士での書籍の作成となり、資金の調達にはクラウドファンディングを用いた。当初の目標額150万円に対し、最終的には約439万円が集まり、9月に書籍が完成。完成後も書籍に関連するグッズの作成やイベントなどを執り行っている。
2022年7月7日、同じく囲碁棋士の孫喆と結婚したことを自身のTwitterで発表した。

## 棋歴

### 良績
- 女流本因坊戦 挑戦手合進出（第40期）
- 女流名人戦博多カマチ杯リーグ入り（第35期）
- フマキラー囲碁女流ブレーンズマッチ準優勝（第5回非公式）

### 昇段履歴
- 2013年4月1日 入段
- 2017年9月26日 二段（勝星規定）[23]
- 2021年3月5日 三段（勝星規定）[24]
- 2024年6月25日 四段（勝星規定）[25]

## 著書
- 囲碁・13路盤で上達! 基本戦術と手筋（マイナビ出版、2020年10月23日）